# Derrick Norman Lehmer
Derrick Norman Lehmer (Somerset, 27 luglio 1867 – Berkeley, 8 settembre 1938) è stato un matematico statunitense.
Si è laureato all'Università del Nebraska, nel 1896. Conseguì il Ph.D. all'Università di Chicago nel 1900 con la tesi Asymptotic Evaluation of Certain Totient-Sums, con la supervisione di E. H. Moore. Divenne istruttore di matematica a Berkeley lo stesso anno e sposò Clara Eunice Mitchell il 12 luglio 1900 a Decatur, Illinois. Venne promosso professore nel 1918 e continuò ad insegnare fino alla pensione nel 1937.
Ha pubblicato tavole di fattorizzazione e di numeri primi, tra cui spicca la tavola con la fattorizzazione di tutti i numeri minori di 10.017.000 pubblicata nel 1909.